# Ioan Mang
Ioan Mang (n. 15 iulie 1958, Ineu, județul Arad) este un profesor universitar la Universitatea din Oradea, fost ministru al Educației în guvernul Ponta, timp de 8 zile.
Mang a demisionat la scurt timp după numire, din funcția de ministru al Educației, Cercetării și Tineretului, după ce în presă s-a dovedit că a plagiat mai multe lucrări și articole științifice.
El este cercetat de către consiliul de etică (CNECSDTI).
Ministrul care i-a urmat, Liviu Pop, a schimbat componența consiliului de etică (Consiliului Național de Etică a Cercetării Științifice, Dezvoltării Tehnologice și Inovării, CNECSDTI) și regulamentul lui de funcționare, la doar cîteva zile inaintea pronunțării cu privire la plagiatul lui Mang. Foștii membri, oameni de știință cu renume și activitate internațională, au fost înlocuiți cu oameni de anvergură locală.